# Бріґах (річка)
Бріґах (нім. Brigach) — річка у Німеччині. Злиттям із річкою Бреґ утворює ріку Дунаю.

## Географія
Джерело знаходиться у підвалі фермерського двору - Хірцбауернгофа у верхній долині Бріґаха, і його можна відвідати. Однак на офіційній карті починається на висоті близько 925 м над рівнем моря, трохи нижче невеликого ставка біля цього дворика в місті Занкт-Георген у Шварцвальд.
Річка спочатку протікає рівною течією приблизно зі сходу на північний схід через ландшафт Шварцвальду, приблизно на півдорозі залишає позаду висоти Шварцвальду і в місцевості Філлінгена входить у рівнинний ландшафт Баар. 
Через 40,4 кілометрів після витоку у Донауешингені на висоті 672 м над рівнем моря, зливаючись разом із Бреґом утворю ріку Дунай.

## Притоки
Загалом має 25 приток. Із них найважливіші - Кірнах (12,4 км), Варенбах (10,8 км), Холенбах (10,4 км). 3 притоки мають довжину від 5 до 10 км, а 19 приток мають довжину менше 5 км.